# Historia del uniforme del Millonarios Fútbol Club

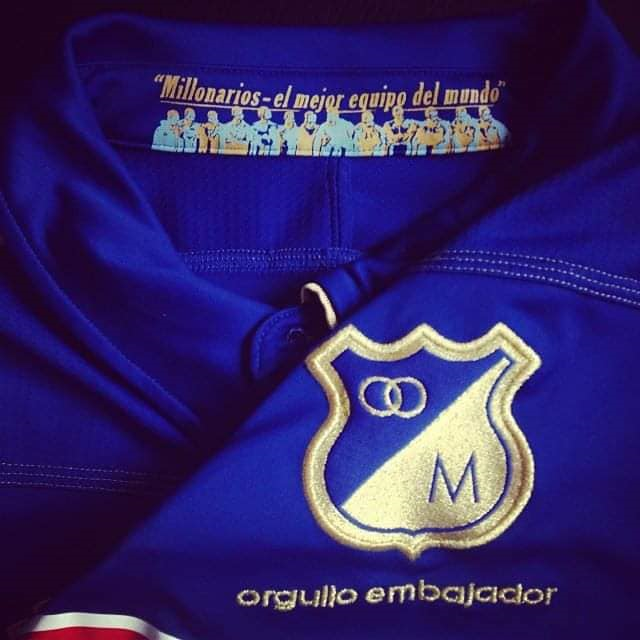
Escudo de Millonarios en conmemoración de la época de El Dorado. Utilizado de 2011 a 2012.

El uniforme de Millonarios usa los colores azul y blanco. No obstante, en sus inicios en 1938, cuando el club era el Club Municipal de Deportes, vestía con camiseta blanca y pantaloneta negra, ya que utilizaba los que en esa época eran los colores de la bandera de la ciudad de Bogotá, después vino en 1939, el cambio al color azul propiciado por el del Club Atlético Tigre de Argentina, que finalmente en 1941 se convirtió en el actual.
Actualmente, el equipo mantiene una identidad definida para sus uniformes local y visitante. Su uniforme local consta de: camiseta azul, pantaloneta blanca y medias azules, mientras que el uniforme de visita, históricamente, consta de: camiseta blanca, pantaloneta azul o blanca y medias blancas. Sin embargo, con la llegada de adidas en 2009, Millonarios ha presentado uniformes alternativos de color amarillo, dorado, negro, gris y rosado.
Aunque históricamente el equipo no cuenta con un color definido para su tercer uniforme, algunas veces que ha presentado una tercera opción, esta ha optado por los colores negro, o dorado.

## Historia

### Blanco y negro

#### 1938-1946
En sus inicios, el uniforme del club distaba de los vivos azul y blanco actuales. Fue por primera vez que el club contó con colores oficiales al ser adquirido por la Municipalidad y el Concejo de Bogotá. El club fue denominado Club Municipal de Deportes, recibió el escudo del águila rampante (primer emblema del club) y los colores oficiales de la ciudad, que en ese entonces eran el blanco y el negro. Se recurrió a una equipación que constó de camiseta blanca, pantaloneta negra y medias negras con una franja blanca. A la altura de pecho, en la parte izquierda, se posó el escudo de la ciudad, representando así la alianza que se ostentaba. En la equipación del guardameta se invirtió la disposición cromática, utilizando camiseta negra con short y medias blancas. 
Dicho uniforme y colores se mantendrían hasta 1939, cuando después de la desvinculación del municipio, el club cambia de nombre, escudo y colores oficiales.

### Azul y blanco

#### 1939-1980
El 13 de agosto de 1939 se utilizó por primera vez en la historia del club el emblemático uniforme azul,  en esa ocasión combinado con pantaloneta azul y medias grises. Dicho uniforme estaba basado en aquel que usaba el equipo argentino Tigre,  equipo del cual Fernando Paternoster era hincha. Dichos colores se mantuvieron, sin embargo al siguiente partido Manuel Briceño Pardo sugirió cambiar la pantaloneta por una de color blanco, y a su vez implementar medias azules, eso debido a su militancia en el Partido Conservador. Fue así como se estableció el que hasta la actualidad es el uniforme oficial del equipo, el cual consta de camiseta azul, pantaloneta blanca y medias azules. 
Desde su fundación oficial en 1946 se mantuvo dicha equipación sin agregar mayores detalles. Se utilizaban camisetas de algodón abotonables, las cuales no presentaban mayor personalización más allá de la numeración reglamentaria, que entonces era bordada en tela en la espalda del jugador. Durante esa época el club no estampó el escudo en la camiseta, no fue sino hasta 1948 cuando el escudo apareció por primera vez en la camiseta del equipo. 
Debido a que en esa época no existía la figura de proveedor o patrocinador técnico, el club era el encargado de la confección de los uniformes, razón por la cual no se veían diseños extravagantes o cambios notables en la indumentaria, pues un diseño podía ser utilizado por dos o más años si era necesario. 
Con el paso del tiempo la camiseta fue evolucionando, esta pasó a ser cerrada, dejando atrás botones, y posteriormente, cuellos polo, simplificándose a una vestidura básica de cuello redondo blanco con detalles en las mangas y cuello de la misma. 

#### 1980-1990
En los años 1980 Millonarios innovó al presentar por primera vez un patrocinador, se trató de la empresa aseguradora colombiana Colseguros, la cual estampó su logotipo en el frente de la camiseta y en la manga derecha del short por dos años. Cuatro años más tarde llegaría adidas, en condición de proveedor, quien confeccionaría la ropa del club hasta 1985. Posteriormente llega nanque, encargada de la confección de la camiseta de 1986. Seguidamente el club firmaría con Puma, quien permanecería un año. Terminaría la década con un contrato por dos años con la empresa colombiana Torino. Ya en los 90's empieza con un contrato por dos años con Saeta, tras terminar dicho contrato vuelve a firmar por dos años con Torino. En 1994 llega la marca inglesa Umbro, la cual diseña una camiseta bastante apreciada por los hinchas: emplea un cuello polo blanco decorado con rombos azules y un patrón azul en la tela, creando un diseño sobrio y a la vez elegante. La marca inglesa se mantendría en el equipo embajador hasta mediados de 1995 donde, según se afirma, por incumplimiento de contrato este se rompería entre ambas partes dando el regreso de Torino. El diseño de la camiseta de 1995 deja un entonces polémico y novedoso diseño con mangas blancas, nunca antes visto. En 1996 ocurre un hecho relevante. Millonarios vuelve a vestir la marca Nanque, la cual confecciona unos uniformes especiales para el aniversario número 50 de la fundación del equipo. No obstante los diseños serían descartados, razón por la cual se jugarían algunos partidos con el uniforme Umbro de la temporada 94-95. Para el segundo semestre del año regresa la alemana Adidas, la cual junto al patrocinio de Cerveza Leona darían paso a una de las camisetas más recordadas de la historia del club, sin embargo también habrían problemas con la indumentaria, aduciéndole 'mala suerte'. Nuevamente se cortaría el contrato con la marca alemana, lo que llevó a que en un periodo de tiempo Millonarios usara hasta 4 uniformes de marcas distintas: El diseñado por Adidas, el provisional de Saeta, uno de una desconocida marca Wala, y finalmente uno de la marca colombiana Torino. Para 1997 el club firma por cuarta y última vez con la empresa Torino, en dicha ocasión aparece un insólito diseño con 4 escudos a modo de marcas de agua. Finalmente termina el siglo con la marca belga Patrick que viste al club en los años 1998 y 1999.

#### 2000
Millonarios empieza el siglo XXI vistiendo ropa de la marca colombiana Saeta. En el año 2001 se presentan tres camisetas. La primera y la segundan presentan un diseño con dos grandes estrellas en las mangas. Tal como era habitual, la primera camiseta fue azul y la segunda blanca. La tercera equipación fue negra, con un diseño sencillo basado en el logotipo del patrocinador COMCEL. En 2002 hubo dos diseños, uno para el Torneo Apertura y otro para el Torneo Finalización 2002. En 2003 llega la marca china Runic firmando por dos años. Durante los primeros 6 meses se utiliza una equipación provisional sin marca, finalmente el diseño definitivo llega para el Torneo Finalización 2003, el cual presenta por primera vez la inclusión de un tercer color, siendo este el negro. 
En 2005 regresa Saeta. La marca presenta una camiseta con un diseño a franjas azul oscuro, nunca antes visto en el club, mientras que la camiseta blanca alternativa tuvo un diseño con unas delgadas líneas azules. 

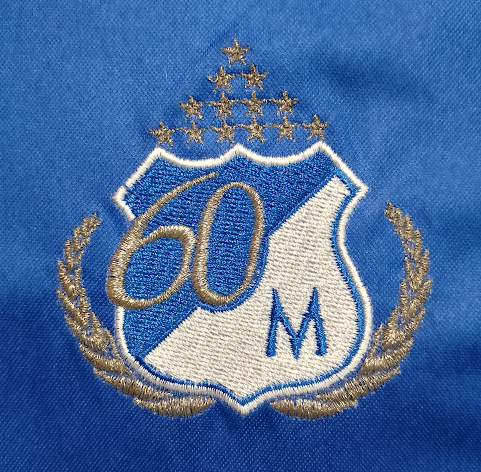
Escudo utilizado durante 2006 para conmemorar los 60 años del club.

Para 2006 se presentaron los nuevos uniformes siguiendo una línea más conservadora, esto debido a la celebración de los 60 años del club. Se implementó un escudo de edición especial en el cual se adornó el escudo con dos ramas de olivo, un '60' tomó el lugar de los aros entrelazados, en honor a los 60 años del club; 13 estrellas en la parte superior, haciendo referencia a los trece campeonatos colombianos ganados por el equipo. Las camisetas fueron sencillas, de diseño clásico y sobrio. La titular fue íntegramente azul, con pantaloneta blanca y medias azules con el escudo del equipo. La camiseta alternativa presentó el mismo diseño, pero en color blanco, agregando nada más un detalle azul bajo las axilas. Con el mismo diseño de la alternativa, pero en color negro en vez de blanco, se presentó la tercera equipación. En el mismo año llega Pepsi como patrocinador principal, tomando el lugar de Giros y Finanzas de Western Union.
En 2007 se sigue con la línea de lo conservador. Se presentan nuevamente tres uniformes: El titular y el alternativo compartieron diseño, siendo de un solo color con unas líneas que atravesaban desde el cuello hasta la manga de la camiseta. La tercera camiseta presentó un diseño único, de color negro, adornada con una franja celeste en medio limitada por dos delgadas líneas blancas, y en el fondo un diseño del escudo con motivo de fuego. Finalmente en 2008 se presentan las últimas camisetas de Saeta en Millonarios. La colección tuvo 3 camisetas: dos titulares, una para el Torneo Apertura 2008 y otra para el Torneo Finalización 2008, y una alternativa blanca para todo el año.
En el año 2009 regresa la marca alemana adidas, la cual ya había patrocinado al club entre 1984 y 1985, y 1996. Con la llegada de la marca de las 3 tiras se presenta un nuevo escudo, el cual se mantendría hasta 2012.

#### 2010 Época adidas
Millonarios empieza una nueva década con la marca alemana. De cara a la temporada 2010 se presenta el nuevo uniforme titular, presentando unas variaciones con respecto al de 2009. A mitad de año se presenta la nueva camiseta alternativa, rompiendo los esquemas anteriormente establecidos. Con motivo del bicentenario de la independencia de Colombia, adidas diseñó una camiseta amarilla con detalles azules y rojos, emulando la bandera del país, siendo esta la primera y única vez que los 'embajadores' se visten de amarillo. 
En 2011 se presenta la camiseta titular, haciendo conmemoración a la época de El Dorado. La camiseta tomó un tono de azul más oscuro con respecto al utilizado anteriormente, los detalles se tiñeron de color dorado, reemplazando el habitual blanco. El uniforme es completado por shorts blancos con líneas azules y medias azules con franjas doradas. De la misma manera la numeración y el escudo tomaron color dorado. En septiembre se presenta la nueva camiseta alternativa, la cual siguiendo la línea de la local elige como principal el color dorado, dando paso al azul para los detalles secundarios. Con estas dos equipaciónes Millonarios volvió a ganar un torneo doméstico, la Copa Colombia ante Boyacá Chicó.

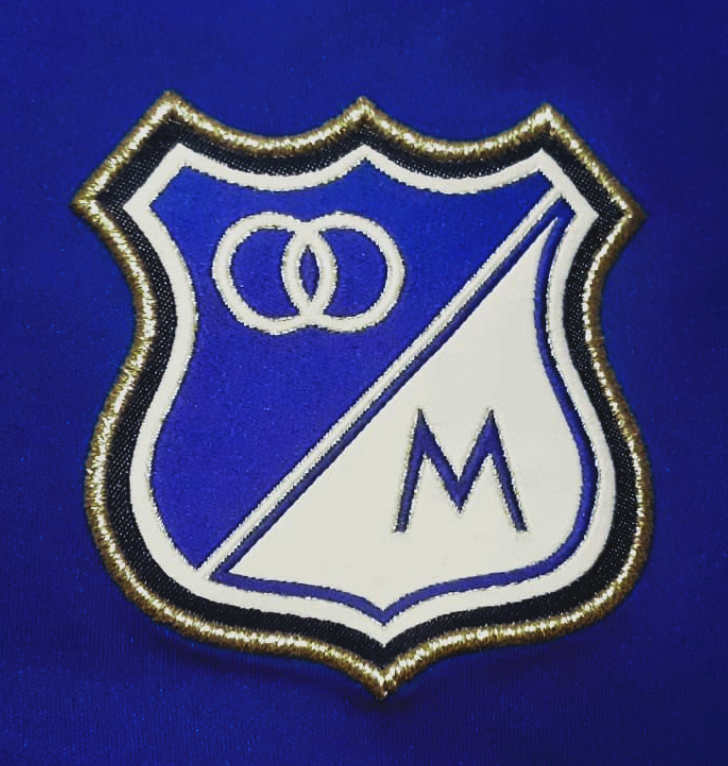
Escudo de Millonarios utilizado desde 2012 hasta 2014.

Para 2012 Adidas preparaba una camiseta con detalles dorados, que adpota el nuevo escudo de 'Millonarios Fútbol Club', no obstante, tras un robo de un cargamento de dicha equipación, Millonarios se vio obligado a seguir utilizando su equipación de la temporada pasada durante el primer semestre del año. El 27 de junio se presentó el uniforme definitivo de Millonarios para 2012, dejando atrás los detalles en dorado y empleando solo los colores azul y blanco. Con este uniforme, Millonarios rompió una racha de 24 años sin ganar títulos de liga, y se consagró campeón del Torneo Finalización.
En 2013 se presenta un novedoso uniforme negro con detalles en celeste.
En 2014 el uniforme se tiñe de azul claro, con la novedad de emplear detalles en celeste y cuello polo blanco. A diferencia de lo habitual, la pantaloneta del uniforme no fue blanca sino celeste con detalles en celeste. Bajo el escudo apareció el lema 'Somos Embajadores'. En agosto del mismo año se presentó el nuevo uniforme alternativo, volviendo al color blanco tras 5 años de ausencia.
Para 2015 Millonarios utilizó color de azul más oscuro, con detalles plateados, y un polémico short de color azul oscuro. Al igual que el año anterior se mantuvo el lema 'Somos Embajadores' bajo el escudo, pero este sufrió una modificación en la que el borde dorado pasó a ser azul oscuro. Al igual que en el año anterior, se utilizó la pantaloneta blanca del uniforme alternativo en la equipación titular, esto por decisión del cuerpo técnico, retomando la habitual combinación. 

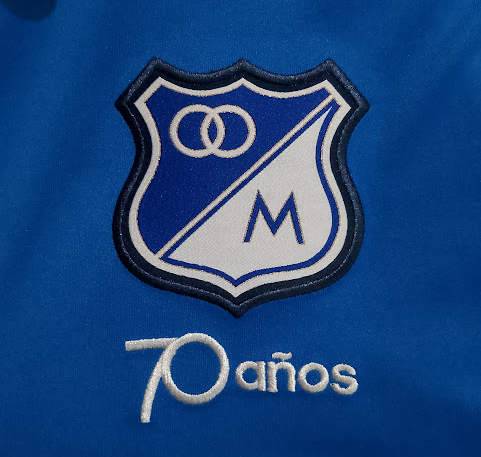
Escudo de Millonarios en la temporada 2016, en conmemoración de sus 70 años.

Con motivo de la celebración de los 70 años del club, adidas lanza una nueva colección en conmemoración a la fecha. La camiseta titular toma un tono de azul un poco más claro que el de 2015, y emplea solamente el azul y blanco en todo el uniforme. La camiseta suplente fue de color gris con un patrón de lineas y detalles en blanco. En ambos conjuntos se reemplazó el lema anteriormente usado por un '70 años' bajo el escudo.

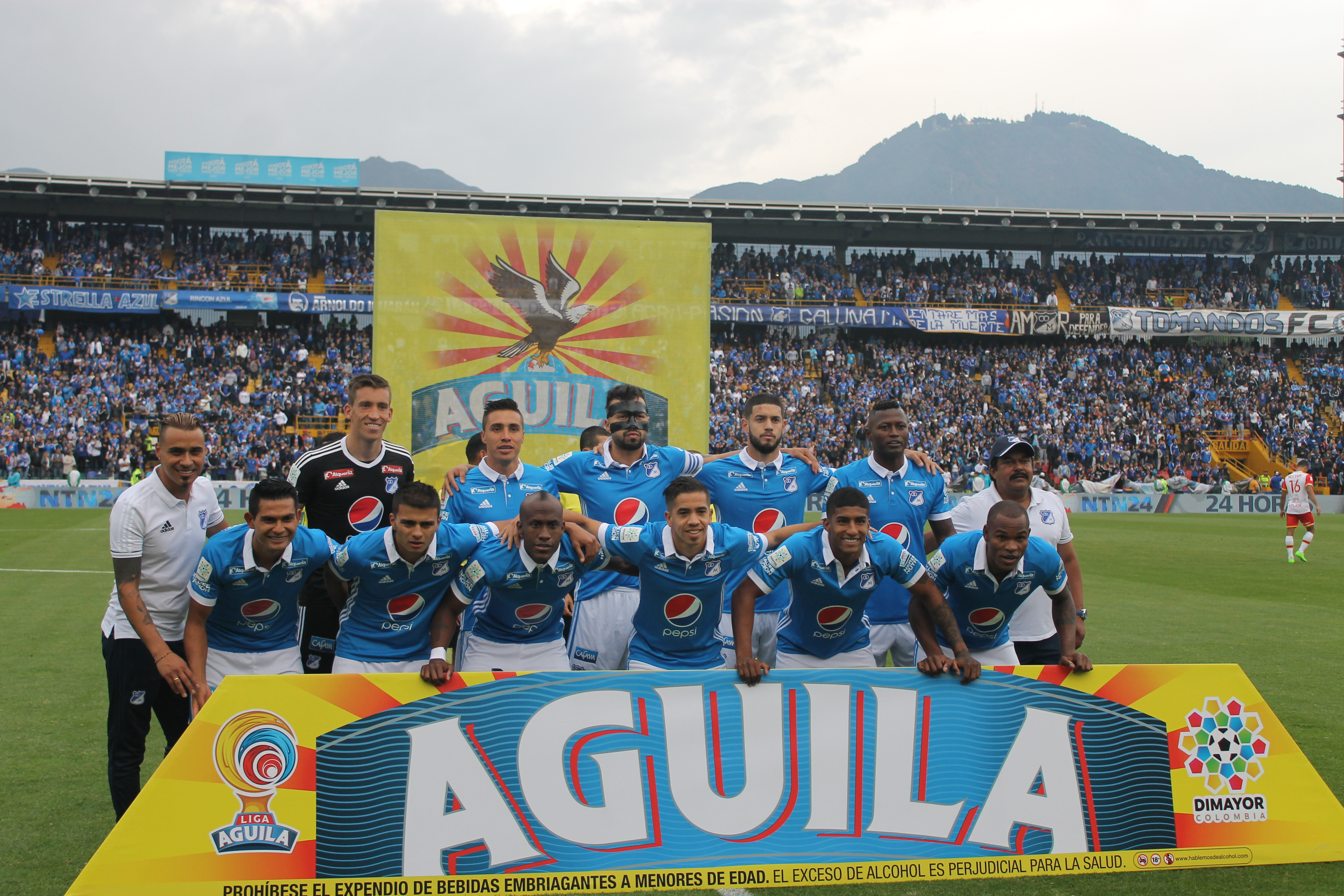
Uniforme de Millonarios en 2017.

Para la temporada 2017 Millonarios presenta un uniforme con cuello polo blanco, las 3 lineas de adidas a los costados del torso, y un tono de azul claro tono de azul claro. El uniforme se completó con pantaloneta blanca con franjas azules y medias azules con detalles blancos. Posteriormente a mitad de año se presenta el nuevo uniforme alternativo, de corte similar a la titular, pero a mitades negro y gris oscuro, y con detalles en blanco. Con estas camisetas, Millonarios obtuvo su estrella 15. La camiseta de celebración del título fue el mismo modelo que la titular, solo que sin patrocinadores, con la palabra 'CAMPEONES' en el pecho, y con el número 15 a la espalda.

En 2018 se presenta un novedoso uniforme color azul oscuro, con cuello redondo, puños y las tradicionales tres lineas de adidas en blanco. Con este uniforme Millonarios consigue su primera Superliga, ante Atlético Nacional en el estadio Atanasio Girardot, al cual derrota 1-2 en condición de visitante. A mitad de año, y con motivo de la disputa de la Copa Sudamericana se presenta un nuevo, y tradicional, uniforme alternativo blanco, acompañado de pantaloneta azul y medias blancas. El 26 de julio de 2018, y por normativa de la Conmebol, Millonarios presenta, ante Club General Díaz, se tercer uniforme de color naranja siendo esta la primera vez que el club utiliza dicho color para el uniforme de juego.

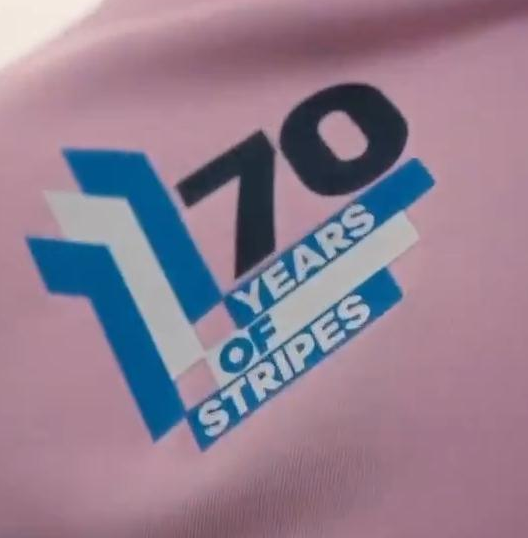
Logo de '70 years of stripes' en la camiseta visitante de Millonarios de 2019/20.

En la temporada 2019 se confirma, a pesar de varios rumores, la continuidad de adidas en el club, hasta 2022. Tras presentar la nueva indumentaria se vuelven a dividir las opiniones con base en comentarios respecto al trato de la marca alemana al club, alegando la poca personalización que se le dio a la camiseta. La camiseta presentó un diseño de cuello v cruzado con una línea blanca, una trama punteada en la tela y las franjas de adidas nuevamente a la altura del torso en los costados. El uniforme se completó con una pantaloneta totalmente blanca, siendo la primera vez desde que adidas viste al club, que el short no presentaba detalles en azul.
El 7 de noviembre de 2019, y con motivo de la campaña de adidas '70 years of tripes', Millonarios lanza una novedosa y polémica camiseta rosada, siendo esta la primera vez que el equipo usa dicho color en un uniforme de juego. La camiseta usa el iconico diseño de la Selección de Alemania utilizado en el mundial de Italia 1990  y fue acompañada de pantaloneta y medias negras. Este uniforme fue utilizado por primera vez en el Campeonato colombiano 2020, en la derrota 4-1 ante Jaguares de Córdoba, el 7 de febrero de 2020.

#### 2020
En 2024 Millonarios usa por primera vez en su historia el color azul oscuro en su primer uniforme. Este también presenta el regreso del color dorado que no se utilizaba desde 2011. Además, se lanza, a mitad de año, una camiseta negra con detalles en dorado, y un escudo bicolor, negro con dorado.

## Actualidad

### Uniforme titular deMillonarios
- Camiseta: Azul rey con diseño geométrico de ondas celestes, líneas y detalles en celeste.
- Pantaloneta: Color blanco con línea azul rey.
- Medias: Color azul rey con líneas blancas.

### Uniforme alternativo deMillonarios
- Camiseta: Blanca con trama de manchas de pintura en azul y aguamarina, lineas celestes, cuello celeste y aguamarina y detalles en celeste.
- Pantaloneta: Azul celeste con lineas y detalles en aguamarina.
- Medias: Blancas.

### Tercer uniforme deMillonarios
- Camisetaː Negra con trama de líneas en gris y detalles en dorado.
- Pantalonetaː Negra con líneas en dorado.
- Mediasː Negras.

| Uniformes Actuales | Uniformes Actuales | Uniformes Actuales | Uniformes Actuales | Uniformes Actuales | Uniformes Actuales | Uniformes Actuales | Uniformes Actuales | Uniformes Actuales | Uniformes Actuales |
| ------------------ | ------------------ | ------------------ | ------------------ | ------------------ | ------------------ | ------------------ | ------------------ | ------------------ | ------------------ |
| Titular            | Alternativo        | Tercero            | Portero 1          | Portero 2          | Portero 3          | Entrenamiento 1    | Entrenamiento 2    | Presentación 1     | Presentación 2     |
|                    |                    |                    |                    |                    |                    |                    |                    |                    |                    |

### Patrocinios
| Proveedor                | Proveedor                         |
| Ubicación                | Marca                             |
| ------------------------ | --------------------------------- |
| Pecho, pantalón y medias | Adidas                            |
| Patrocinadores           |                                   |
| Ubicación                | Marca                             |
| Pecho                    | Cerveza Andina                    |
| Hombros                  | Wplay.co                          |
| Mangas                   | Terrawind                         |
| Espalda                  | Cafam Wplay.co                    |
| Pataloneta               | Cafam Hero BTL Aguardiente Néctar |

## Uniformes de Millonarios

### Evolución del uniforme local
| 1937/38 | 1939 | 1946/48 | 1949/55 | 1956/57 | 1958 | 1959/60 | 1960/62 |

| 1977/79 | 1980 | 1981/82 | 1983 | 1984 | 1985 | 1986 | 1987-I |

| 1987-II | 1988 | 1989 | 1990 | 1991 | 1992 | 1993-I | 1993-II |

| 1994 | 1994/95 | 1995 | 1996/97 | 1997 | 1997 | 1997 | 1998 |

| 1999 | 2000 | 2001 | 2002-I | 2002-II | 2003 | 2003/04 | 2005 |

| 2006 | 2007 | 2008-I | 2008-II | 20091 | 2009 | 20102 | 2010 |

| 2011/12 | 2012-II | 2013 | 2014 | 2015 | 2016 | 2017 | 2018 |

| 2019 | 2020/21 | 2021/22 | 2023 | 2024 | 2025 |

Nota1: Uniforme provisional utilizado en la Copa Cafam 2009.

Nota2: Uniforme provisional utilizado a inicios de 2010.

#### Otros uniformes
| 19961 | 2006/072 | 20123 | 20124 | 2018-I5 |

Nota1: Diseño descartado.

Nota2: Uniforme con escudo conmemorativo por los 60 años del club.

Nota3: Debido a un robo de cargamento de camisetas, Adidas pospuso la presentación de la nueva camiseta 6 meses. Se cambió el diseño para evitar la venta de las prendas robadas. Durante ese tiempo Millonarios utilizó la indumentaria de la temporada anterior.
Nota4: Edición especial 'Orgullo Embajador' que se utilizó en los partidos de Copa Sudamericana 2012 y el Trofeo Santiago Bernabéu 2012. Al diseño utilizado en 2011 y 2012-I se le añade la frase Orgullo Embajador bajo el escudo, y un número serial en la manga derecha. De esta camiseta solo se fabricaron 12.269 unidades, haciendo referencia a la fecha en que se disputó este nuevo partido amistoso frente al Real Madrid.
Nota5: Uniforme utilizado solamente en el Torneo Apertura 2018 con el parche que lo acredita como vigente campeón de la Categoría Primera A.

### Evolución del uniforme alternativo
| 1937/46 | 1985 | 1988 | 1989 | 1993 | 1994/95 | 1995 | 19961 |

| 1996/97 | 1997 | 1997 | 1998 | 1999 | 2000 | 2001 | 2002-I |

| 2002-II | 2003 | 2003/04 | 2005 | 2006 | 2007 | 2008 | 2009/10 |

| 2010 | 2011/12 | 2013/14 | 2014/15 | 2016/17 | 2017/18 | 2018/192 | 2020 |

| 2021/22 | 2022/23 | 2023/24 | 2024/25 | 2025/26 |

Nota1: Diseño descartado.

Nota2: El uniforme, aunque fue presentado en 2018, solamente fue utilizado como uniforme de juego a partir de 2019. Los arqueros del equipo sí utilizaron esta equipación en la temporada 2018

### Evolución del tercer uniforme y ediciones especiales
| 2001 | 2002-I | 2002-II | 2006 | 2007 | 20111 | 2018 | 2018/19 |

| 2020/21 | 2022 | 2023-I | 2023-II2 | 2024-I | 2024/25 |

Nota1: Diseño utilizado por Millonarios en la Copa Libertadores Sub-20 de 2011.

Nota2: Edición especial de la campaña de Adidas x Parley, en la cual las camisetas fueron fabricadas con plástico reciclado.

### Evolución del uniforme de porteros
Históricamente Millonarios no ha tenido un color característico para la equipación del guardameta, no obstante ha recurrido varias veces a elegir determinados colores, siendo: amarillo, naranja, blanco y negro los que más veces han sido elegidos para diferenciar al arquero de sus compañeros. 
Entre los años 70 y 2000 los arqueros tenían la libertad de poder atajar con un uniforme de su preferencia, lo cual llevó a que en varias ocasiones los cuida palos utilizaran ropa de diferente marca a la que confeccionaba los uniformes del resto del equipo, por ejemplo, cuando el club era vestido por Nanque los arqueros utilizaban uniforme adidas tapando el logo de la marca. Desde el regreso de Saeta en el año 2000 los arqueros se vieron en la obligación de vestir prendas de la marca proveedora del equipo, lo cual se mantiene hasta la actualidad. Desde la llegada de Adidas en 2009 al club se le otorgan desde dos hasta cuatro equipaciones de diferente color al guardameta, esto para evitar recurrir a uniformes ajenos a los dispuestos con anterioridad por la marca. Dicha normativa ha permitido ver diseños más coloridos que distan de los iniciales grises, blancos y negros utilizados al comienzo de la historia del club.
| 1980 | 1981/82 | 1983 | 1984 | 1985 | 1985 | 1986 | 1987 |

| 1988 | 1989 | 1990 | 1991 | 1992 | 1993 | 1994 | 1995 |

| 1996 | 1997 | 1998 | 1999 | 1999 | 2000 | 2000 | 2001 |

| 2001 | 2002 | 2003/04 | 2005 | 2005 | 2006/07 | 2006/07 | 2008 |

| 2008 | 2008 | 2009 | 2009 | 2010 | 2010 | 2010 | 2011/12 |

| 2011/12 | 2011 | 2011 | 2011 | 2012 | 2012 | 2012/13 | 2012/14 |

| 2013 | 2013 | 2013 | 2013/14 | 2013/14 | 2014 | 2014 | 2014 |

| 2014 | 2014 | 2014/15 | 2015 | 2015 | 2015/16 | 2015/16 | 2016 |

| 2017 | 2017 | 2017 | 2017 | 2018 | 2018 | 2018 | 2019 |

| 2019 | 2019 | 2020/21 | 2020/21 | 2020/21 | 2022 | 2022 | 2022 |

| 2023/24 | 2023/24 | 2023/24 | 2024 | 2024 | 2024 | 2025 | 2025 |

| 2025 |

### Evolución del uniforme de entrenamiento
| 2001 | 2001 | 2003 | 2003 | 2004 | 2004 | 2005 | 2007 |

| 2008 | 2008 | 2009 | 2009 | 2010 | 2010 | 2011/12 | 2011/12 |

| 2013/14 | 2013/14 | 2015 | 2015 | 2016 | 2016 | 2017 | 2017 |

| 2018 | 2018 | 2019 | 2019 | 2020/21 | 2020/21 | 2021/22 | 2021/22 |

| 2023 | 2023 | 2024 | 2024 | 2025 | 2025 |

### Evolución del uniforme de presentación
| 2010 | 2010 | 2011/12 | 2011/12 | 2013/14 | 2013/14 | 2015/16 | 2015/16 |

| 2017 | 2017 | 2018 | 2018 | 2019 | 2019 | 2020 | 2020 |

| 2021/22 | 2021/22 | 2023 | 2023 | 2024 | 2024 | 2025 | 2025 |

## Proveedor y patrocinadores
| Proveedores     | Proveedores              |
| --------------- | ------------------------ |
| Periodo         | Logo                     |
| 1980-1982       | Sin proveedor            |
| 1984 - 1985     | Adidas                   |
| 1986            | Nanque                   |
| 1987            | Puma                     |
| 1988 - 1989     | Torino                   |
| 1990 - 1991     | Saeta                    |
| 1992 - 1993     | Torino                   |
| 1994            | Umbro                    |
| 1995            | Umbro1 Torino            |
| 1996            | Adidas Nanque2           |
| 19973           | Torino Saeta Adidas Wala |
| 1998 - 1999     | Patrick                  |
| 2000 - 2002     | Saeta                    |
| 2003 - 2004     | Runic                    |
| 2005 - 2008     | Saeta                    |
| 2009 - Presente | Adidas                   |

| Patrocinadores  | Patrocinadores         | Patrocinadores          |
| --------------- | ---------------------- | ----------------------- |
| Periodo         | Patrocinador principal | Patrocinador secundario |
| 1980-1982       | Colseguros             | Sin patrocinador        |
| 1984 - 1986     | Sin patrocinador       | Sin patrocinador        |
| 1987 - 1994     | Colombiana             | Sin patrocinador        |
| 1995 - 1997     | Cerveza Leona          | Sin patrocinador        |
| 1998            | Cerveza Caribe         | Sin patrocinador        |
| 1999            | Cerveza Cristal Oro    | Sin patrocinador        |
| 2000            | LG                     | Sin patrocinador        |
| 2001            | Comcel                 | Sin patrocinador        |
| 2002            | Mustang                | Sin patrocinador        |
| 2003 - 2004     | LG                     | Sin patrocinador        |
| 2005            | Giros y Finanzas       | Lotería de Bogotá       |
| 2006 - 2007     | Pepsi                  | Petrobras               |
| 2008 - 2022     | Pepsi                  | Cafam                   |
| 2022 - Presente | Cerveza Andina         | Cafam                   |

Nota1: Por incumplimientos de contrato se corta el contrato con Umbro y regresa la marca colombiana Torino.
Nota2: El club, en el año 1996, compró uniformes especiales, para los 50 años, de la marca argentina Nanque, los cuales fueron finalmente descartados.
Nota3: En el año 1997 se utilizaron uniformes de 4 marcas distintas.

## Otros patrocinadores
| Otros patrocinios y proveedores | Otros patrocinios y proveedores | Otros patrocinios y proveedores                 |
| ------------------------------- | ------------------------------- | ----------------------------------------------- |
| Periodo                         | 3er Patrocinador                | Otros patrocinadores                            |
| 1980 - 2004                     | Sin patrocinador                | Sin patrocinador                                |
| 2005                            | Sotrandes S.A.                  | Sotrandes S.A.                                  |
| 2006                            | Lotería de Bogotá               | Cafam Sotrandes S.A. ETB Casa de Cambios Unidas |
| 2007                            | Cafam                           | Tigo Colombia                                   |
| 2008                            | Tigo Colombia                   | ETB                                             |
| 2009 - 2010                     | ETB                             | Lotería de Bogotá Canal Capital                 |
| 2011                            | UNE                             | Sin patrocinador                                |
| 2012                            | Hyundai                         | Cerveza Águila                                  |
| 2013                            | Hyundai                         | Cerveza Águila Canal Capital Bogotá Humana      |
| 2014                            | Cerveza Águila                  | LG                                              |
| 2015                            | Cerveza Águila                  | Famisanar                                       |
| 2016 - 2017                     | Alquería                        | Néctar Herbalife                                |
| 2018                            | Wplay.co                        | Néctar Areandina Herbalife                      |
| 2019                            | Wplay.co                        | Néctar Herbalife                                |
| 2020                            | Wplay.co                        | Cerveza Águila Herbalife                        |
| 2021 - 2022                     | Wplay.co                        | Cerveza Águila Herbalife Allianz                |
| 2022 - 2023-I                   | Wplay.co                        | Herbalife Allianz                               |
| 2023-II                         | Wplay.co                        | Allianz                                         |
| 2024-I                          | Wplay.co                        | Terrawind Allianz                               |
| 2024-II                         | Wplay.co                        | Terrawind Allianz Hero BTL                      |
| 2025-I - Presente               | Wplay.co                        | Terrawind Hero BTL Néctar                       |